# سیارک ۱۹۵۹
سیارک ۱۹۵۹ (به انگلیسی: 1959 Karbyshev، نامگذاری:1972NB) هزار و نهصد و پنجاه و نهمین سیارک کشف شده‌است که در ۱۴ ژوئیه ۱۹۷۲ کشف شد.
قدر مطلق سیارک برابر ۱۲٫۹۰ است.